# Ulrich Gähde
Ulrich Gähde (* 10. Juni 1951 in Hamburg) ist ein deutscher Philosoph.

## Leben
Das Studium der Physik, Mathematik und Philosophie in Berlin und München schloss er 1976 mit dem Diplom in Physik (mit einer Diplomarbeit zur theoretischen Kernphysik am Lehrstuhl Georg Süßmann/Ludwig-Maximilians-Universität München) ab. Nach dem Studium der Philosophie, Logik und Wissenschaftstheorie (1976–1979) an der LMU war er zunächst als wissenschaftlicher Mitarbeiter in einem DFG-Forschungsprojekt tätig, bevor er 1982 bei Wolfgang Stegmüller / LMU München in Philosophie promovierte (Thema der Dissertation: Formale Kriterien zur Auszeichnung theoretischer Terme). 1983 bis 1990 arbeitete er als Hochschulassistent an der Universität Bielefeld sowie der FU Berlin. 1989 folgte die Habilitation an der Universität Bielefeld mit einer Arbeit zum Thema „Theorie und Hypothese. Zur Eingrenzung von Konflikten zwischen Theorie und Erfahrung“, die mit dem Preis für hervorragende Habilitationsschriften der Westfälisch-Lippischen Universitätsgesellschaft ausgezeichnet wurde. Von 1991 bis 1993 war er Heisenberg-Stipendiat der Deutschen Forschungsgemeinschaft, bevor er 1993 auf eine C3-Professur für Philosophie an der Universität Bayreuth berufen wurde. 1998 lehnte er einen Ruf auf einen Lehrstuhl für Philosophie mit dem Schwerpunkt in theoretischer Philosophie an der Ludwig-Mercator-Universität Duisburg ab. Ab 1999 lehrte und forschte er als Professor für Theoretische Philosophie (C4) an der Universität Hamburg. Er wurde 2017 emeritiert.
Ulrich Gähde war von 2000 bis 2006 Vizepräsident der Gesellschaft für Analytische Philosophie (GAP). 2003 wurde er als ordentliches Mitglied (Matrikel-Nr. 6912)  in die Deutsche Akademie der Naturforscher Leopoldina (seit 2008 Nationale Akademie der Wissenschaften) aufgenommen. Von 2015 bis 2023 war er Mitglied des Senats der Leopoldina und Sprecher der Sektion 24 Wissenschaftstheorie. 2005 wurde er als Gründungsmitglied in die Akademie der Wissenschaften in Hamburg berufen. Von 2006 bis 2009 war er Sprecher der Akademie-Arbeitsgruppe „Modellbildung, Simulation und Komplexitätsreduktion“ und von 2013 bis 2017 Vorstandsmitglied dieser Akademie. 2018 forschte er als Fellow am Center for Philosophy of Science der University of Pittsburgh.
Seine Arbeitsschwerpunkte sind Untersuchungen zur logischen Struktur und Entwicklung wissenschaftlicher Theorien, Problemfelder an der Schnittstelle zwischen Erkenntnis- und Wissenschaftstheorie, Bestätigungsholismus sowie Strukturvergleiche zwischen normativ-ethischen und deskriptiv-empirischen Theorien.

## Schriften (Auswahl)
- mit W. Stocker: On the Temperature Dependence of the Conservative Force between Heavy Ions. In: Nuclear Physics A278 (1977), S. 177–188.

- T-Theoretizität und Holismus. Lang, Frankfurt am Main 1983, ISBN 3-8204-7545-1 (zugleich Dissertation, München 1982).

- mit W. Stegmüller: An Argument in Favor of the Duhem-Quine-Thesis: From the Structuralist Point of View. In: L.E. Hahn und P.H. Schilpp (Hrsg.): The Philosophy of W. v. Quine, The Library of Living Philosophers, vol.15, La Salle, Il. 1986, S. 117–136.

- mit Wolfgang H. Schrader (Hrsg.): Der klassische Utilitarismus. Einflüsse, Entwicklungen, Folgen. Akademie-Verlag, Berlin 1992, ISBN 3-05-002163-2.

- mit Lutz H. Eckensberger (Hrsg.): Ethische Norm und empirische Hypothese (= Suhrkamp-Taschenbuch Wissenschaft Band 1088). Suhrkamp, Frankfurt am Main 1993, ISBN 3-518-28688-9.

- Holism, Underdetermination, and the Dynamics of Empirical Theories. In: Synthese 130 (2002), S. 69–90.

- mit Stephan Hartmann (Hrsg.): Coherence, Truth and Testimony. Springer, Dordrecht 2006, ISBN 1-4020-4426-7.

- mit Stephan Hartmann und Jörn Henning Wolf (Hrsg.): Models, Simulations, and the Reduction of Complexity (= Abhandlungen der Akademie der Wissenschaften in Hamburg Band 4). De Gruyter, Berlin 2013, ISBN 3-11-031360-X.